# گریگوی سی. کیس
گریگوی سی. کیس (انگلیسی: Gregory C. Case؛ زادهٔ ۱۹۶۳) کارآفرین و مدیر ارشد اجرایی اهل ایالات متحده آمریکا است، که هم‌اکنون بعنوان مدیرعامل شرکت بیمه ای‌اوان فعالیت می‌کند.